# Villa Bellagio

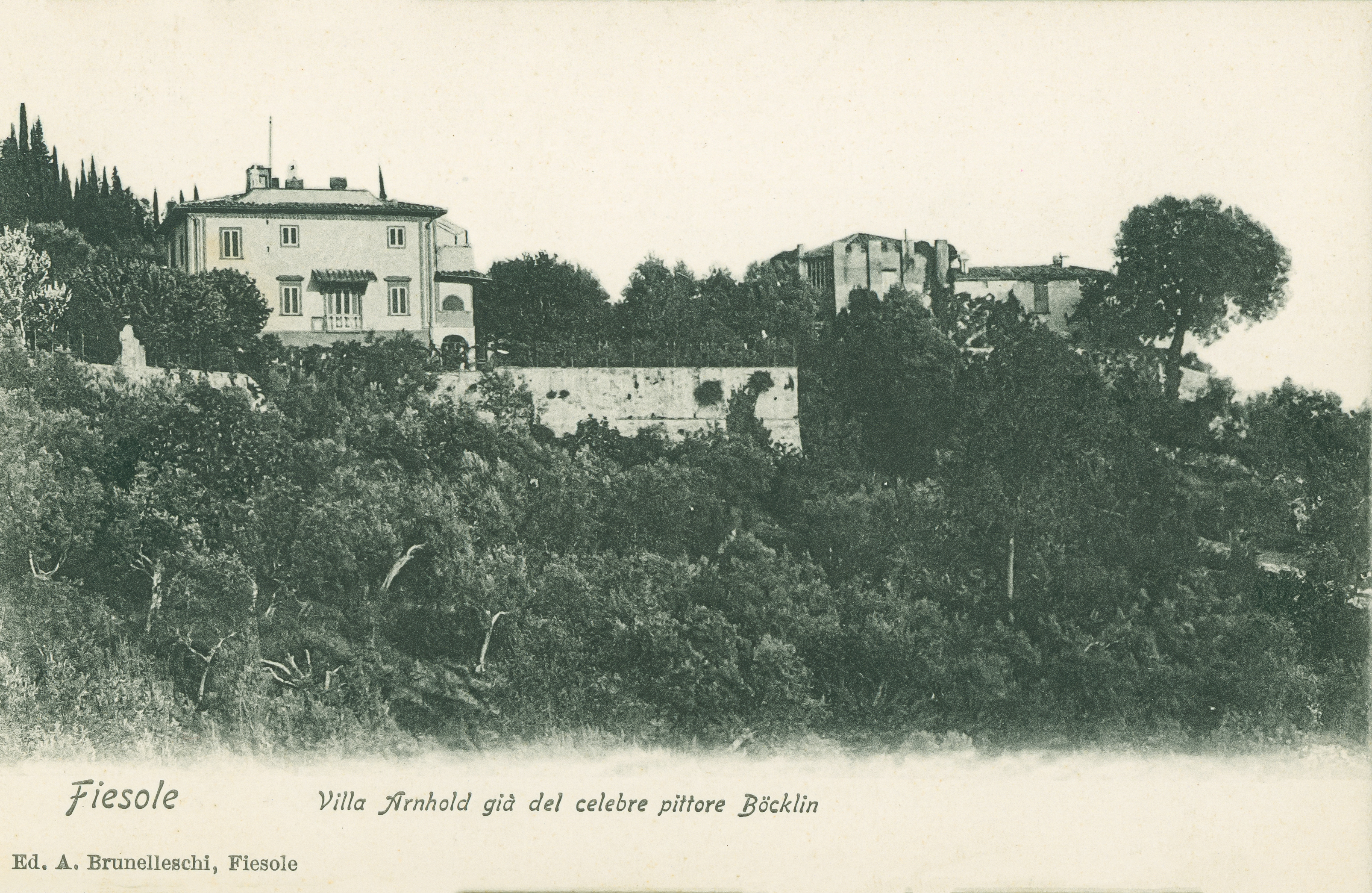
Antica cartolina di villa Bellagio

 Villa Bellagio si trova a Fiesole in via Mantellini, nella frazione San Domenico.

## Storia e descrizione
La villa era anticamente detta "sotto San Maurizio", dal nome del vicolo di San Maurizio che la costeggia e il nome attuale, ispirato all'idillio del luogo, è piuttosto recente.
All'inizio del XV secolo la "casa da signore" apparteneva a mastro Falchetto di Valentino Falchetti e nel 1547 i suoi discendenti la vendettero a Michele di Pagolo Ulivieri, che l'ampliò e restaurò: lo stemma sullo spigolo della cantonata appartiene infatti alla sua famiglia. Michele Ulivieri dette poi la villa in dote alla figlia Cassandra, che si sposò con Piero di Bernardo Corsini, il cui figlio, Piero, la cedette nel 1613 a ser Matteo Corboli. Suo figlio Piero, quattro anni dopo, la vendette ad Agnolo di Bastiano del Turco, che possedeva anche la sottostante villa La Fontanella.
Nel 1768 passò ai Micheli, poi, all'inizio dell'Ottocento, ai De Magny d'Ostiano, dai quali l'acquistò infine il pittore svizzero Arnold Böcklin, ivi residente dal 1895, alcuni anni prima di morire, nel 1901. Scrisse egli: «Così alla fine ho la mia patria, dopo aver girato tanto a lungo come un vagabondo senza casa».
Qui l'artista lavorò negli ultimi anni della sua vita, circondato dalla consistente colonia intellettuale tedesca di Firenze, che qui si riuniva spesso. Pochi anni dopo, con intenzioni simili, Max Klinger si stabiliva a Villa Romana, nel 1905. Nella loggia della villa l'artista lasciò una Storia di Psiche. A lui spetta anche la decorazione delle lapidi De Magny nella cappella, con nastri e corone che ricordano le atmosfere decadenti della sua opera più nota, L'isola dei morti (1880).
Una lapide ricorda la sua figura, mentre il piccolo giardino è ravvivato da qualche inserto decorativo, come gli oleandri e un'urnetta etrusca in cui un'incrizione ricorda la sepoltura di una cagnetta, Leda.